# Voițeslav Coșco
Voițeslav Coșco a fost un politician moldovean, ales în Sfatul Țării. 

## Sfatul Țării
Voițeslav Coșco, de naționalitate polonez, a fosf ales în Sfatul Țării de Comitetul național al polonilor din Basarabia.